# Гай Калпурний Пизон Крас Фруги Лициниан
Гай Калпурний Пизон Крас Фруги Лициниан (на латински: Gaius Calpurnius Piso Crassus Frugi Licinianus) е политик на Римската империя през 1 век.
През 87 г. е суфектконсул на мястото на император Домициан заедно с консула Луций Волузий Сатурнин.
Той е последният погребан в гробницата на Лициниите, открита през 1885/1886 г. на Porta Salaria в Рим. Там е погребан и Луций Калпурний Пизон Фруги Лициниан, осиновен от император Галба и оределен за негов наследник.